# Fürstlich Solms-Braunfels’sche Regierung

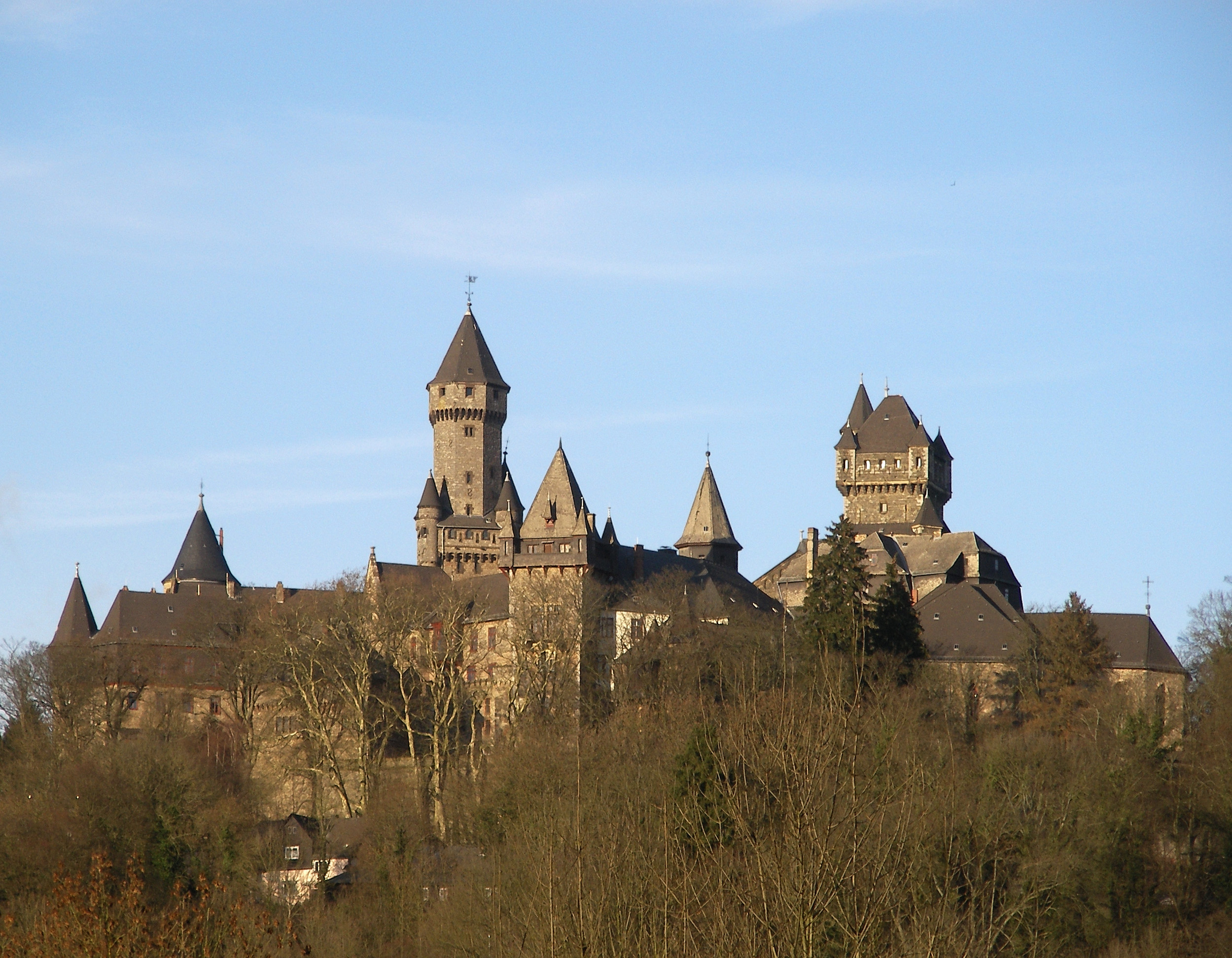
Schloss Braunfels, Sitz der Regierung (2007)

Die Fürstlich Solms-Braunfels’sche Regierung war 1828 bis 1848 die Regierung des Mediatgebietes des Fürsten von Solms-Braunfels im Königreich Preußen.

## Vorgeschichte
Im Jahre 1742 waren die Grafen von Solms-Braunfels in den Reichsfürstenstand erhoben worden. 1803 blieb das Fürstentum im Reichsdeputationshauptschluss unangetastet und verfügte über eine Stimme im Reichsfürstenrat. Mit der Rheinbundakte 1806 wurden die Solms’schen Fürstentümer mediatisiert. Die Ämter Braunfels und Greiffenstein wurden Teil des Herzogtums Nassau.
Trotz der Mediatisierung von 1806 behielten die Fürsten von Solms-Braunfels standesherrliche Rechte im Amt. Organisatorisch wurden diese Rechte in den Herzoglich nassauisch Fürstlich Solmsches Ämtern Braunfels und Greiffenstein verwaltet. Der Fürst von Solms-Braunfels behielt das Kirchenpatronat (eingeschränkt durch eine Präsentationspflicht beim nassauischen Herzog). Auch die Schullehrer wurden auf gleiche Weise durch den Grafen nach Präsentation ernannt. Der Fürst behielt das Recht der niederen Gerichtsbarkeit, einschließlich der Forstgerichtsbarkeit. Weiterhin blieben die fürstlichen Rechte aus Zehnten und vergleichbaren Abgaben bestehen.
Am 30. Oktober 1809 wurde das fürstliche Konsistorium in Braunfels aufgelöst und das herzogliche Konsistorium in Wiesbaden übernahm die Kirchenverwaltung. Am gleichen Tag wurde auch die fürstliche Justizkanzlei aufgelöst.
In einem Staatsvertrag vereinbarten Nassau und Preußen 1816 einen Gebietstausch. Als Teil dessen wurden die beiden Ämter preußisch. Dort wurde sie Teil des neuen Kreises Braunfels, der 1822 im Kreis Wetzlar aufging (zum Mediatgebiet des Kreises gehörte noch das Solms-Licher Amt Hohensolms).

## Entstehung
Während andere Standesherren sich mit dem Verlust der Reichsunmittelbarkeit abgefunden hatten und vielfach auch die verbliebenen Hoheitsrechte auf dem Verhandlungsweg an die betreffenden Staaten abgaben, strebte Fürst Wilhelm zu Solms-Braunfels (1759–1837) nach einer Rückkehr zur eigenen Staatlichkeit. Diese war nur auf dem Verhandlungswege mit Preußen zu erreichen.
Nach langen Verhandlungen wurde 1827 ein Rezess über die Einrichtung einer „Fürstlich Solms-Braunsfels’schen Regierung“ mit Preußen abgeschlossen. Damit konnte zum 1. Juli 1828 die Fürstlich Solms-Braunsfels’sche Regierung eingerichtet und damit eine echte Unterherrschaft im Königreich Preußen geschaffen werden.
Die Kompetenzen der Regierung waren die Rechtsprechung in der ersten und (ab 1842) der zweiten Instanz, die Ortspolizei, und das Kirchen- und Schulwesen. Die Ernennung der Beamten erfolgte ohne Mitwirkung Preußens durch den Fürsten. Sitz der Regierung war Schloss Braunfels.
Oberbeamter der Regierung war seit dem 28. Juni 1822 Regierungsdirektor Stephan Josef Stephan, der vorherige Landrat im Kreis Braunfels. Daneben bestand die Regierung aus den beiden Regierungsräten von Gruben und Medizinalrat Held. 1837 stellte der Fürst beim königlichen Oberpräsidium den Antrag, Regierungsdirektor Stephan künftig den Titel eines Regierungspräsidenten zu verleihen. Das Oberpräsidium der Rheinprovinz lehnte diesen Antrag ab. Dennoch genehmigte der König mit Schreiben vom 16. Mai 1838 den Titel eines „Fürstlich Solms-Braunfelsischen Präsidenten“ für Stephan. Nach Stephans Tod im Jahr 1844 wurde Hofmann sein Nachfolger.

## Die Märzrevolution in Braunfels

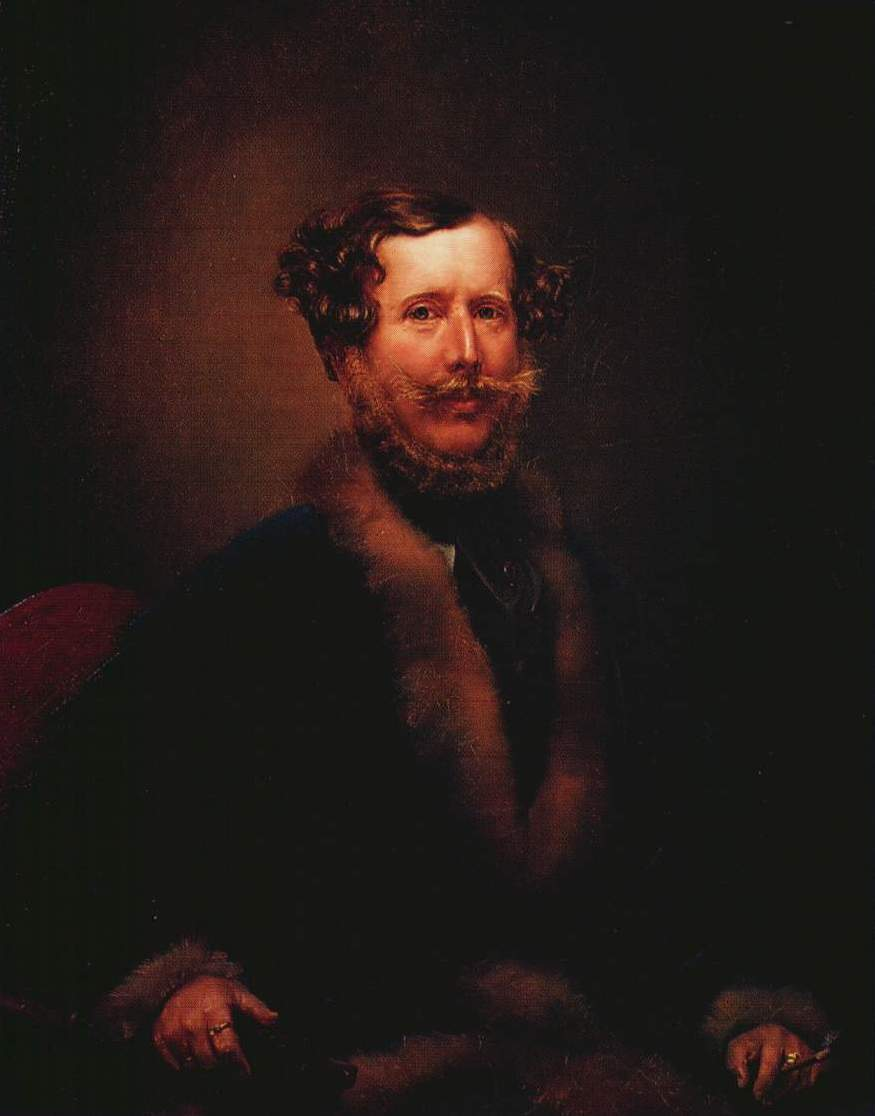
Fürst Ferdinand zu Solms-Braunfels

### Die Konflikte zwischen Bauern und Regierung
Die Lage der Bauern im Fürstentum war armselig. Neben der rückständigen Landwirtschaft und Bodenzersplitterung war es auch die Lage des Kreises als preußischer Exklave umgeben vom Nassau und Hessen, die die Wirtschaft hemmte. Der Fürst widersetzte sich der Abschaffung der Grundlasten. Erst 1840 wurde das preußische „Gesetz wegen Ablösung der Reallasten in den vormals Nassauischen Landesteilen und der Stadt Wetzlar mit Gebiet“ erlassen. Erstmals war damit die Möglichkeit geschaffen, den Zehnten und ähnliche Grundlasten gegen eine Einmalzahlung des 25-fachen Jahresbetrag abzulösen. Erst 1847 wurde auf Basis dieses Gesetzes ein erster Vertrag zwischen den Gemeinden Albshausen, Burgsolms, Niederbiel und Oberbiel mit der fürstlichen Rentkammer zur Ablösung des Zehnten abgeschlossen. In den meisten Orten galt er weiter.
Ein weiteres Konfliktfeld zwischen der Landbevölkerung und der Regierung war die Waldnutzung. Zum einen bestanden umfangreiche Lieferpflichten an Bau- und Heizholz an den Fürsten. Dieses „Beamtenholz“ war bereits im Heiligen Römischen Reich Anlass für Rechtsstreitigkeiten gewesen. Vor allem aber waren die Jagdrechte des Fürsten ein Ärgernis der Bevölkerung. Fürst Ferdinand zu Solms-Braunfels, der seinem Vater Wilhelm 1837 im Amt gefolgt war, war begeisterter Jäger und wurde daher vielfach als Jägerfürst bezeichnet. Die Wildschäden belasteten die Bauern deutlich.

### Der Ausbruch der Revolution
Die Deutsche Revolution 1848/1849 hatte im benachbarten Herzogtum Nassau zu einer Volksbewegung geführt: Am 4. März 1848 versammelten sich 30.000 Nassauer aus allen Ämtern in Wiesbaden und setzten die Neun Forderungen der Nassauer durch. Fürst Ferdinand war besorgt, dass das Gleiche auch in Braunfels passieren könnte, und fragte am 8. März beim Landrat Rudolf von Dewitz um Truppen nach. Nachdem diese Bitte nicht erfüllt wurde, begann man in der Stadt Braunfels mit der Aufstellung einer Bürgerwehr.
Am 16. März überbrachten neun Gemeindedeputierte Forderungen an den Fürsten. Dies waren Peter Seipp aus Oberquembach, Philipp Becker aus Griedelbach, Johannes Söhngen aus Kröffelbach, Ludwig Piscator aus Leun, Conrad Neu aus Tiefenbach, Peter Diehl aus Aßlar, Louis Rückert aus Katzenfurt, Peter Heinrich Leidecker aus Breitenbach und Heinrich Heukrath aus Ulm. Der Fürst lehnte ein Entgegenkommen ab und schickte einen Boten an den Oberpräsidenten mit der erneuten Bitte um Entsendung von Truppen.
Ebenfalls am 16. März fand eine Volksversammlung in Wetzlar statt. Alle 40 Gemeinden des Fürstentums waren vertreten und beschlossen 19 Forderungen an den Fürsten. Die Einwohner des Fürstentums wurden aufgerufen, am übernächsten Tag die Übergabe der Forderungen zu begleiten. Am 18. März trafen 3000 Bauern in Braunfels ein. Die Bauern waren teilweise bewaffnet. Zwar war Landrat von Dewitz anwesend, Truppen standen aber nicht bereit. Unter dem Eindruck der Volksmassen verhandelten der Fürst und die Vertreter der Ortschaften längere Zeit. Zum Schluss genehmigte der Fürst alle Forderungen. Auf Rat von Anwalt Carl Zeckler aus Wetzlar wurde in die Erklärung der Hinweis aufgenommen, die Forderungen seien „freiwillig“ erfolgt.
Wesentliche Forderungen, die der Fürst genehmigt hatte, waren:
- Ablösung von Reallasten
- Verzicht auf das Beamtenholz
- Verzicht auf Jagd und Fischereirechte
- die Genehmigung für die Gemeinden, Bergwerke selbst betreiben zu dürfen
- Autonomie der Gemeinden, Aufhebung des Schultheißenamts, Wahl der Bürgermeister durch die Einwohner
- Abgabe der Jurisdiktion und der Verwaltung an den Staat Preußen, also die Auflösung der fürstlichen Regierung

### Eskalation
Am 19. März erst erreichte das angeforderte Militär die Stadt Braunfels. Die 1. Kompanie des 29. Infanterieregiments verstärkte nun die Braunfelser Bürgerwehr. Auch diese hatte starken Zuspruch erfahren. Aus Angst vor den Bauern hatten sich immer mehr Braunfelser Bürger gemeldet.
Im Schutze des Militärs erklärte Fürst Ferdinand, die Genehmigung der Forderungen sei unter Zwang entstanden und er würde sich nicht daran halten. Unterstützt wurde diese Position durch die Veröffentlichung eines Erlasses des preußischen Innenministeriums vom 27. März, dass erzwungene Vereinbarungen nicht anerkannt würden, durch den Landrat. In Anbetracht der Stimmung im Volk bot der Fürst jedoch an, einen Kompromiss mit den Gemeinden zu suchen.
Die fürstliche Regierung richtete einen Appell der Regierung an Berlin, einen Vermittler zu entsenden. Der königlich geheime Oberrevisionsrat Liehl aus Berlin wurde daher mit dem Auftrag, einen Vergleich zu schaffen, nach Braunfeld entsandt. Der Fürst verzichtet am 7. April auf Gerichtsbarkeit und Verwaltung und die Jagd in den Gemeindewäldern. Diese Zugeständnisse reichten den Gemeinden nicht. Nur 8 der 40 Gemeinden stimmen einem Vergleich auf dieser Basis zu. Stattdessen setzten die 9 Deputierten dem Fürsten eine Frist bis zum 8. April zur Zustimmung zu allen Märzforderungen.
In Erwartung eines Volksaufstandes zog Landrat von Dewitz am 8. April mit den in Wetzlar stationierten Jägern nach Braunfels. Es blieb dort jedoch alles ruhig.
In der zweiten Aprilwoche spitzte sich die Situation erneut zu. Auslöser war eine Bergwerksbesetzung in Niederbiehl, der andere vergleichbare Aktionen folgten. Die Regierung erließ Haftbefehle gegen die Rädelsführer. 50 Soldaten versuchen am 15. April die Rädelsführer in Niederbiehl zu verhaften. Bewaffnete Bauern stellten sich den Truppen entgegen. Aufgrund der Überzahl der Bauern zogen die Soldaten daher, gegen das Versprechen, die Gesuchten würden sich stellen, ab. Ein Leutnant Drygalski zog mit 100 Mann nach Holzhausen und konnte dort zunächst Rädelsführer verhaften. Später musste aber auch er sie freilassen, um ein Blutbad zu vermeiden.
Landrat von Dewitz selbst ritt mit seinen Jägern aus und nahm einige Verhaftungen vor. Als er mit den Gefangenen in Wetzlar ankam, kam es dort zu einem Aufruhr. Aus Angst vor dem erwarteten Gegenangriff der Bauern wollte man dort die Gefangenen nicht im Stadtgefängnis haben. Sie sollen stattdessen nach Braunfels verlegt werden. Am Ende wurden auch diese Gefangenen frei gelassen.
In Erwartung eines Angriffs auf Braunfels erhielt Hauptmann von Gillern den Befehl des Landrates, die Jäger nach Braunfels zu schicken. Die Wetzlarer Bevölkerung verhindert dies.

### Der Sturm auf Braunfels
Am Abend des 15. April erschien ein kleiner Trupp Bauern mit Waffen in Braunfels und verlangte die sofortige Genehmigung der Forderungen. Der Fürst ließ die Stadttore besetzen, um Stadt und Burg zu verteidigen. Im Laufe des Abends erschienen immer mehr Bauern aus den Landgemeinden. Verhandlungen einer Deputation der Bauern mit dem Fürsten blieben ohne Ergebnis.
Der Fürst ließ die Soldaten ausrücken und 15 Bauern verhaften. Auf beiden Seiten fielen Schüsse. Zwei Bauern waren tot, ein Soldat lebensgefährlich verletzt worden. Gegen Mitternacht befahl der Fürst dem Kommandanten der preußischen Truppen, Hauptmann Lagerström, den unteren Teil der Stadt aufzugeben und sich in den oberen Teil zurückzuziehen, der leichter verteidigt werden konnte. Im Schloss trug man vor allem die Hoffnung auf Entsatz durch die Jäger aus Wetzlar.
Die Bauern wagten keinen Sturm auf die Oberstadt und entschieden sich stattdessen für Biwak und Wachtfeuer. Die Wut der Bauern richtete sich nun gegen die Unterstadt, in der es zu Plünderungen und Zerstörungen kam. Insbesondere das Haus des Gastwirtes Weiss, aus dem heraus Schüsse auf die Bauern abgegeben worden waren, wurde zerstört.
Nachdem deutlich wurde, dass das Warten auf Entsatz nicht sinnvoll war, ließ Lagerström zwischen 9 und 10 Uhr die Stellungen der Bauern stürmen. Einige Bauern wurden getötet oder verwundet. Da die Bauern keine militärische Ausbildung und Disziplin hatten (viele hatten in der Nacht auch den erbeuteten Spirituosen zugesprochen), leisteten diese keine wirksame Gegenwehr. Sie flüchteten zurück in die Heimatgemeinden.
Am 18. April trafen zwei Kompanien des 29. Infanterieregiments in Braunfels ein, um die Ordnung wiederherzustellen. Zu weiteren Demonstrationen oder Gewalttaten kam es nicht mehr. Der Direktor des Justiz-Senates in Ehrenbreitstein reiste an, um die gerichtliche Erhebung vorzunehmen. Eine Reihe von beteiligten Bauern wurde verhaftet und teilweise zu langjährigen Gefängnisstrafen verurteilt oder zur Flucht ins Ausland getrieben.

## Das Ende der Regierung
Auch wenn die Ordnung militärisch wieder hergestellt war, drängte die preußische Regierung auf einen Kompromiss, um weitere Revolutionen zu vermeiden. Auch nutzte man die Abhängigkeit des Fürsten von der königlich preußischen Armee, um seine Standesrechte zu begrenzen.
Am 6. Mai wurde zwischen dem Fürsten und dem Königreich Preußen ein Vertrag abgeschlossen, in dem der Fürst den endgültigen Verzicht auf die Regierungsrechte bestätigte. Weiterhin verzichtete er auf das Recht der Steuererhebung und das Recht der Besetzung der Pfarren und Schulen. Ab dem 15. Mai war damit das Kreisgericht Wetzlar für die Rechtsprechung und der Landrat in Wetzlar für die Verwaltung zuständig. Die fürstliche Regierung endete.
Die Hoffnung, auf dieser Basis einen Vergleich mit den Gemeinden zu erreichen, trog jedoch. Bis auf eine Gemeinde stimmte keine dem Vergleich zu. Dies änderte aber nichts an den Fakten, die die Gemeinden akzeptieren mussten.